# سيرج طورسركيسيان
سيرج بارج طورسركيسيان، محام وسياسي لبناني من أصل أرمني، من مواليد بيروت سنة 1965، ونائب في البرلمان اللبناني منذ العام 2000.
تخرج من الجامعة اللبنانية حاملاً الإجازة في الحقوق. ثم مارس المحاماة، قبل تفرّغه للعما السياسي.
متأهل من السيدة كارول ساعي ولهما ولدان: تيفاني وبرج.

## في النيابة
انتخب ممثل عن دائرة منطقة مدينة بيروت الثالثة ، في العام 2000 وأعيد انتخابه في الأعوام 2005 و 2009.
شارك في أعمال لجان المجلس، فانتخب عضواً مفوضاً في هيئة مكتب المجلس، وفي عضوية لجنتي الإدارة والعدل، والشباب والرياضة، ولجنتي الإدارة والعدل والمرأة والطفل.

## العضويات
له عدة نشاطات منها:
- رئيس تجمع الجامعيين الأرمن
- عضو المجلس الاقتصادي لطائفة الأرمن
- وكيل وقف البطريركية للأرمن الكاثوليك.

## وصلات خارجية
- سيرة سيرج طورسركيسيان في موقع المجلس النيابي اللبناني
- بروفايل سيرج طورسركيسيان في موقع 14 آذار